# Model witaminowy
Model witaminowy (ang. vitamin model, VM) – koncepcja wyjaśniająca naturę motywacji ludzi do pracy, opracowana przez Petera Warra.
Amerykański psycholog Peter Warr w 1987 roku, po przeprowadzeniu badań nad zachowaniami pracowników, zaproponował teorię zakładającą, że środowisko pracy dostarcza jednostce dziewięciu czynników, które wpływają na jej zdrowie psychiczne. Każdy z tych czynników może być połączony z ludzką potrzebą. Warr przedstawia psychologiczne działanie czynników środowiskowych na zdrowie psychiczne przez analogię do wpływu witamin na funkcjonowanie człowieka.
W modelu Warra przyjęto trzy założenia:
1. Wszystkie właściwości pracy można podzielić na dziewięć kategorii.

2. Przyjmuje się trójosiowy model afektywnego dobrostanu.

3. Sytuacje i osoby wchodzące ze sobą w interakcje, wpływają na stan zdrowia psychicznego.

## Opis teorii
Witaminowy model Warra zakłada, że ludzie różnią się stopniem, w jakim ich cechy odpowiadają zmiennym środowiskowym. Osoba odczuwa zadowolenie, gdy jej cechy odpowiadają danemu czynnikowi środowiskowemu i gdy jego poziom jest wysoki. Jednostka odczuwa niezadowolenie, gdy jej cechy nie odpowiadają danemu czynnikowi i jego poziom jest wysoki. Na przykład osoby o niskiej potrzebie kontaktów społecznych odczuwają dyskomfort w środowisku, które zapewnia im duże możliwości nawiązywania kontaktów interpersonalnych. W modelu Warra czynniki środowiskowe odpowiadają cechom osobowym:
| Czynniki środowiskowe                                          | Cechy osobowe                                                          |
| -------------------------------------------------------------- | ---------------------------------------------------------------------- |
| możliwość sprawowania kontroli                                 | Silna potrzeba doskonalenia się, duże zdolności, wydajność             |
| możliwość wykorzystywania umiejętności                         | Silna potrzeba doskonalenie nieużywanych kompetencji                   |
| cele narzucane z zewnątrz                                      | Silna potrzeba doskonalenia się, uzyskiwania wysokich wyników          |
| różnorodność                                                   | Silna potrzeba doskonalenia się                                        |
| przejrzystość środowiska                                       | Silna potrzeba doskonalenia się, przeświadczenie o kontroli z zewnątrz |
| możliwość nawiązywania i utrzymywania kontaktów międzyludzkich | Silna potrzeba kontaktów interpersonalnych                             |
| dostępność środków finansowych                                 | Silne pragnienie posiadania majątku                                    |
| fizyczne bezpieczeństwo                                        | Silna potrzeba braku zagrożenia fizycznego                             |
| wysoki status społecznych                                      | Silne pragnienie wysokiej roli społecznej, wzbudzania szacunku         |

Właściwości środowiska pracy dzielą się na takie, których nadmiar może mieć negatywny skutek na dobrostan pracowników oraz takie, które nie mają takiego wpływu. Poszczególne właściwości pracy opisane są za pomocą liter AD lub CE. Jest to analogia do działania witamin na organizm człowieka. Witaminy A i D w nadmiarze mogą źle wpływać na organizm człowieka, podczas gdy nie zaobserwowano takiego działania witamin C i E.
Literami AD (additional decrement, szkodliwy wpływ) oznaczone są właściwości pracy, które w nadmiarze mogą mieć negatywny wpływ na zadowolenie pracowników. Literami CE (constant effect, stały skutek) określone są właściwości pracy, które nie wywierają takiego efektu. Mogą one powodować niezadowolenie, gdy jest ich za mało. Im większy poziom witamin CE, tym wyższe zadowolenie z pracy. Po przekroczeniu pewnego progu, poziom zadowolenia stabilizuje się na pewnym poziomie i pozostaje niezmienny.
Właściwości pracy, mające w nadmiarze negatywny wpływa na zadowolenie pracownika:
- możliwość sprawowania kontroli,
- możliwość wykorzystywania umiejętności,
- cele narzucane z zewnątrz,
- różnorodność,
- przejrzystość środowiska,
- możliwość nawiązywania i utrzymywania kontaktów międzyludzkich.

Właściwości pracy, wywołujące tzw. „stały skutek”:

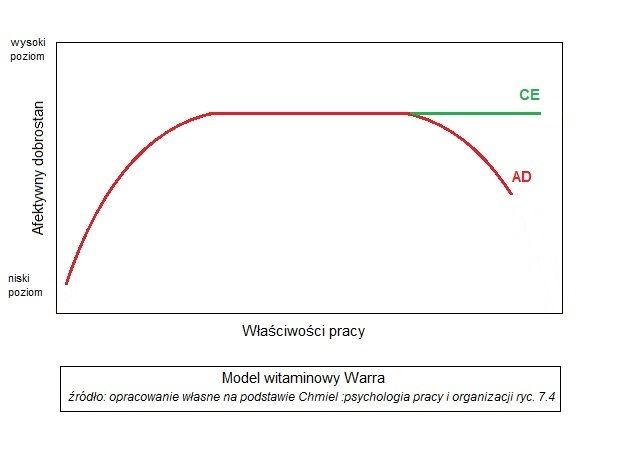
Wykres przedstawia poziom afektywnego dobrostanu w zależności od działania określonego rodzaju właściwości pracy

- dostępność środków finansowych,
- fizyczne bezpieczeństwo,
- wysoki status społeczny.

## Badania weryfikacyjne
Podstawowym wskaźnikiem zdrowia psychicznego jest afektywny dobrostan. Warr zaproponował trzy wymiary umożliwiające empiryczny pomiar afektywnego dobrostanu:
- Nieprzyjemność – przyjemność,
- Niepokój – spokój,
- Przygnębienie – entuzjazm.

De Jonge i Schaufeli przeprowadzili badanie wśród 1437 pracowników holenderskiej służby zdrowia. Potwierdzono występowanie kilku krzywoliniowych związków zakładanych w modelu witaminowym (np. związek między wymaganiami pracy i możliwością sprawowania kontroli a niektórymi aspektami zdrowia psychicznego). Wiele badań wykazało, że nie można wysnuć jednoznacznych wniosków na temat tego modelu.
Nie przeprowadzono dotychczas badań podłużnych, które potwierdziłyby zależności przyczynowe między badanymi zmiennymi.